# Billy Knight (tennista)
William Arthur Knight, detto Billy (Northampton, 12 novembre 1935), è un ex tennista britannico.

## Carriera
A livello giovanile ha ottenuto ottimi risultati riuscendo a vincere il singolare ragazzi sia a Wimbledon 1953 che ai successivi Australian Championships, entrambi giocati sull'erba.
È stato attivo nel circuito principale tra gli anni '50 e l'inizio dell'era Open, in singolare il risultato migliore ottenuto è il quarto di finale al Roland Garros 1959 dove è stato nettamente sconfitto da Nicola Pietrangeli che vincerà lo Slam parigino.
I risultati migliori li ha ottenuti nel doppio misto, in questa disciplina ha raggiunto la finale degli Australian Championships 1957 in coppia con l'australiana Jill Langley uscendone sconfitto mentre ha conquistato il Roland Garros 1959 in coppia con Yola Ramírez.
Ha fatto parte della squadra britannica di Coppa Davis in otto edizioni diverse disputando quarantatré incontri e vincendone ventisette.

## Finali del Grande Slam

### Doppio misto

#### Vittorie (1)
| Anno. | Torneo                            | Superficie  | Compagna     | Avversari in finale       | Risultato |
| 1959  | Internazionali di Francia, Parigi | Terra rossa | Yola Ramírez | Rod Laver Renée Schuurman | 6–4, 6–4  |

#### Finali perse (1)
| Anno. | Torneo                              | Superficie | Compagna     | Avversari in finale     | Risultato     |
| 1957  | Australian Championships, Melbourne | Erba       | Jill Langley | Fay Muller Mal Anderson | 5–7, 6–3, 1–6 |